# Teatro Empire (Calle 42)

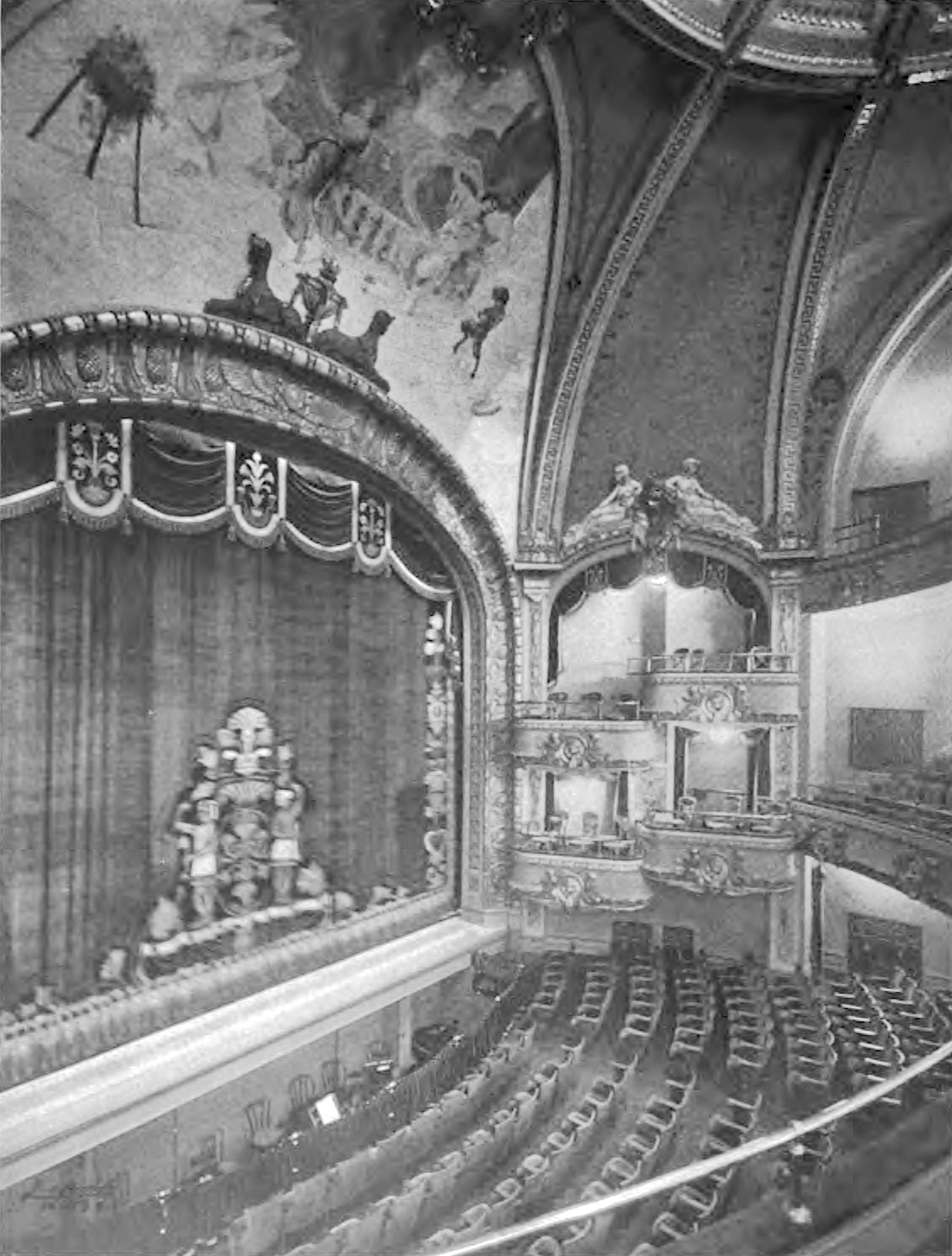
Interior del teatro Eltinge en 1912

El teatro Empire es un antigo teatro de Broadway ubicado en la calle 42 en Manhattan, Nueva York.

## Historia
Originalmente se inauguró como el Eltinge 42nd Street Theatre, En 1912, fue diseñado por el afamado arquitecto de teatros Thomas W. Lamb, y nombrado en honor a Julian Eltinge, un actor estadounidense de cine y teatro conocido como un intérprete de personajes femeninos. Su primera producción fue la obra Within the Law de Bayard Veiller que fue un éxito que estuvo más de un año en cartelera.
Originalmente se especializó en comedias pero en 1931 luego de la Gran Depresión se convirtió en un teatro de burlesque y luego, en 1942, en una sala de cine. Fue renombrado como Empire Theatre in 1954, luego de la demolición del anterior teatro con ese mismo nombre ubicado en la calle 41.
En 1998, como parte de la renovación de la calle 42 realizada por la organización New 42nd Street y el inversionista inmobiliario Bruce Ratner, todo el teatro fue levantado de sus cimientos y movido al oeste unos 170 pies (51,8 m) aproximadamente. Dos grandes globos representando a Abbott y Costello fueron instalados para hacer ver como que estuvieran trasladando el teatro. Esta pareja de comediantes actuaron juntos por primera vez en el antiguo Eltinge en 1935. 
En su nueva ubicación directamente al frente de la sala de cine Loews' (actualmente propiedad de Regal Cinemas), la fachada del teatro fue convertida en un lobby y lounge para un multicine de 25 salas de propiedad de la cadena AMC Theatres, el AMC Empire 25, el primer local de la cadena en la ciudad de Nueva York. Escaleras eléctricas suben a través del antiguo arco del proscenio hacia las nuevas salas. El teatro abrió en abril del 2000 a un costo estimado de 70 millones, convirtiéndolo en una de las salas de cine más caras jamás construidas. En su primer año no exhibió muchas películas notables pero en su segundo año se hizo conocido como uno de los cines más populares del mundo facturando más de medio millón de dólares a la semana.